# Château du Breuil (Gueugnon)
Pour les articles homonymes, voir Château du Breuil.
Le château du Breuil est situé sur la commune de Gueugnon en Saône-et-Loire et domine la vallée de l'Arroux.

## Description
L'aspect originel du château se composait d'un donjon entouré de 13 tours, dont une seule subsiste aujourd'hui en colombier. Il était ceint d'un profond fossé enjambé par un pont-levis.
Simples et austères, les bâtiments entourent une cour carrée à laquelle on accédait autrefois par un pont-levis aujourd'hui remplacé par un pont de pierre. Bien qu'encore médiéval dans son aspect général, le corps de logis principal est influencé par la Renaissance et flanqué de deux tours d'angle circulaires, deux tours carrées flanquant les autres angles du quadrilatère.
Le château, propriété privée, ne se visite pas.

## Historique
Un premier château fut construit au lieu-dit « Le Breuil » à la fin du XVe siècle appartenant à la famille Brisejonc.
Il fut acquis en 1530 par Nicolas de Chargères, seigneur de la Sapinière, branche du Morvan, à la famille de Brosses qui habitait un château du même nom aux environs de Digoin
En 1616, un incendie détruisit le donjon et le château fut reconstruit dans son état actuel.
En 1677, le terrier du Breuil précise que la baronnie du Breuil possédait des vignes sur le coteau de l'Arroux à proximité du château.
Vendu par autorité de justice au début du XIXe siècle à un marchand de biens, il fut racheté par la famille Perier qui le revendit peu après à la famille de Valence.
En 1830, les Chargères, qui avaient une propriété à Mondemot près de Vendenesse-sur-Arroux, en firent l'échange avec les  Valence. C'est ainsi que le château du Breuil retourna à ses anciens propriétaires.
Lors de son importante restauration de 1930, le château du Breuil servait de grenier à grains et ses fenêtres étaient obstruées par des galandages.
La famille de Chargères du Breuil y réside aujourd'hui.